# یئوری یانسون
یئوری یانسون (انگلیسی: Georg Johnsson; ۲ مارس ۱۹۰۲ – ۳۱ مهٔ ۱۹۶۰) دوچرخه‌سوار اهل سوئد بود.
وی در در مجموع برندهٔ ۱ مدال برنز در رقابت‌های المپیک تابستانی شده‌است.